# Clostridium baratii
Clostridium baratii è una specie di batterio appartenente alla famiglia delle Clostridiaceae.